# Valerij Nyikolajevics Csernyecov
Valerij Nyikolajevics Csernyecov (oroszul: Валерий Николаевич Чернецов; Moszkva, 1905. március 17. – Moszkva, 1970. március 29.) orosz tudós, a finnugor régészet és néprajz kiemelkedő alakja. Az Ob-vidék északi népeinek, főként az obi-ugorok történetének, valamint az uráli sziklarajzok kutatója.

## Élete
Moszkvában, építész családjában született. A moszkvai elektrotechnikai főiskolán rádiótechnikus szakképesítést szerzett. 1923–1925 között rádiótechnikusként részt vett az Északi-Urálban felméréseket végző geodéziai expedíció munkájában. Ez alapvetően meghatározta további életútját. Ekkor került kapcsolatba az obi-ugorokkal: a hantikkal (osztjákok) és a manysikkal (vogulok), megismerte életmódjukat. Foglalkozni kezdett az Északi- és a Középső-Urál népeinek történetével, hagyományos kultúrájával. 1925-ben négy hónapot töltött a Lozva folyó menti manysik között, megtanulta nyelvüket.
1925-ben a Leningrádi Állami Egyetem néprajz szakos hallgatója lett, ott szerzett diplomát 1930-ban. 1930–1935 között a leningrádi Északi Népek Intézete munkatársa volt, ezt követően az Antropológiai és Néprajzi Múzeum Szibéria-osztályának tudományos munkatársa, majd vezetője. „Az Ob-vidék történetének főbb korszakai az őskortól az i. sz. 10. századig” címmel készített disszertációját 1942-ben védte meg. 1940-ben Moszkvába költözött és élete végéig tudományos munkatársa maradt a Szovjetunió Tudományos Akadémiája Néprajzi Intézetének. Felesége, Vanda Joszifovna Mosinszkaja régész volt, több közösen készített munkájuk jelent meg.

## Munkássága
Pedagógiai munkássága az 1930-as évek elején kezdődött, a Leningrádi Herzen Tanárképző Főiskola asszisztenseként, majd docensként néprajzot és manysi nyelvet adott elő, aspiránsok vezető tanára volt. A világháborút követően a szibériai népek történetéről, néprajzáról és folklórjáról tartott előadásokat a Moszkvai Állami Egyetemen.
Az Északi Népek Intézetében a manysi írásbeliség megteremtésén dolgozott. Részt vett a manysi ábécé, az első manysi ábécéskönyv elkészítésében (1932), társszerzőként manysi nyelvtant írt (1933), közreműködött egy orosz-manysi szótár szerkesztésében, meséket, folklórszövegeket jelentetett meg (Vogul mesék 1935).
A terepen folytatott munkálatok során felkereste a Lozva, az Északi-Szoszva, a Konda folyók mentén élő manysik és az alsó-Ob vidéki hantik csoportjait, nagy mennyiségű néprajzi anyagot gyűjtött, tanulmányozta nyelvüket, hiedelemvilágukat. Az 1930-as évek közepén személyesen figyelhette meg és részletesen leírta a manysik medveünnepét.
Feleségével együtt régészeti kutatásokat végzett különböző nyugat-szibériai helyszíneken.
Egyebek mellett 1946-ban megvizsgálták az Uszty-Polujban (ma Szalehard város része) már korábban feltárt régészeti lelőhelyet, 1949-ben az Om folyó partján felfedezett egykori település maradványait, munkájuk eredményeit számos tanulmányban publikálták. Az 1950-es évektől az Urálban található sziklarajzok tudományos vizsgálata állt tevékenysége középpontjában. Elemezte és összegezte a témában addig ismertté vált összes leírást, adatot is, és kutatási eredményeit két kötetben adta közre (1964, 1971). 
Régészeti vizsgálódásai alapján megkísérelte rekonstruálni a finnugor (uráli) népek őstörténetét. Valószínűsítette, hogy az ugorok elődeinek ősi szálláshelyei az Urál szibériai oldalán lehettek. Ez a megállapítása ellentétben állt a korábbi felfogással, mely szerint a finnugor őshaza az Uráltól nyugatra helyezkedett el. Megállapításait többen kételkedve fogadták, a magyar kutatók közül pl. László Gyula, mások viszont lényegében elfogadták.
Halála után teljes kézirati hagyatéka a Tomszki Állami Egyetemhez került; felesége halála (1980) után a tudós házaspár könyvtárát szintén az egyetem könyvtára kapta meg. Csernyecov néprajzi megfigyeléseit tartalmazó naplóiból, jegyzeteiből N. V. Lukina állított össze kötetet „Nyugat-Szibéria néprajzának forrásai” címmel (Tomszk, 1987).

## Munkáiból
- Древняя история Нижнего Приобья. (Az alsó Ob-vidék őstörténete; társszerző V. I. Mosinszkaja, 1953)
- В поисках древней родины угорских народов (Az ugor népek őshazájának nyomában; társszerző V. I. Mosinszkaja, 1954)
- Нижнее Приобье в I тыс. нашей эры (Az alsó Ob-vidék az i. sz. első évezredben; 1957)
- Наскальные изображения Урала (Az uráli sziklarajzok; 1964, 1971)
- Представление о душе у обских угров (Az obi-ugorok hiedelmei a lélekről; 1959)
- Этнокультурные ареалы в лесной и субарктической зонах Евразии в эпоху неолита (Etnokulturális területek Eurázsia erdős és szubarktikus öveiben az újkőkor idején; 1973)
- К вопросу о месте и времени формирования Уральской (финно-угоро-самодийской) общности (Az uráli (finnugor és szamojéd) közösség kialakulása helyének és idejének kérdéséről (Nemzetközi Finnugor Kongresszus, Budapest, 1960).

## Magyarul
- Asszony-unokája. Vogul népmesék. Artturi Kannisto, Munkácsi Bernát, V. N. Csernyecov gyűjtése alapján; vál., ford., utószó, jegyz. Gulya János; Európa, Bp., 1959 (Népek meséi)